# Basil van Rooyen
Basil van Rooyen, född 19 april 1939 i Johannesburg, död 14 september 2023 i New South Wales, Australien, var en sydafrikansk racerförare.

## Racingkarriär
van Rooyen körde två formel 1-lopp i slutet av 1960-talet. Han startade i Sydafrika 1968 och Sydafrika 1969 men bröt i båda. van Rooyen tävlade senare i sedaner och Formel Atlantic.

## F1-karriär
| Säsong | Stall/Tillverkare         | Poäng | Placering |
| ------ | ------------------------- | ----- | --------- |
| 1968   | John Love (Cooper-Climax) | 0     | –         |
| 1969   | Lawson (McLaren-Ford)     | 0     | –         |